# Adiponitrile
L'adiponitrile è un nitrile liquido e incolore, con formula NC-C4H8-CN, usato nella produzione industriale del polimero nylon 6.6. Strutturalmente può considerarsi correlato all'acido adipico.
Viene sintetizzato su vasta scala a partire dal butadiene, dall'acido adipico e per elettrosintesi dall'acrilonitrile.